# Margarete von Alertshausen

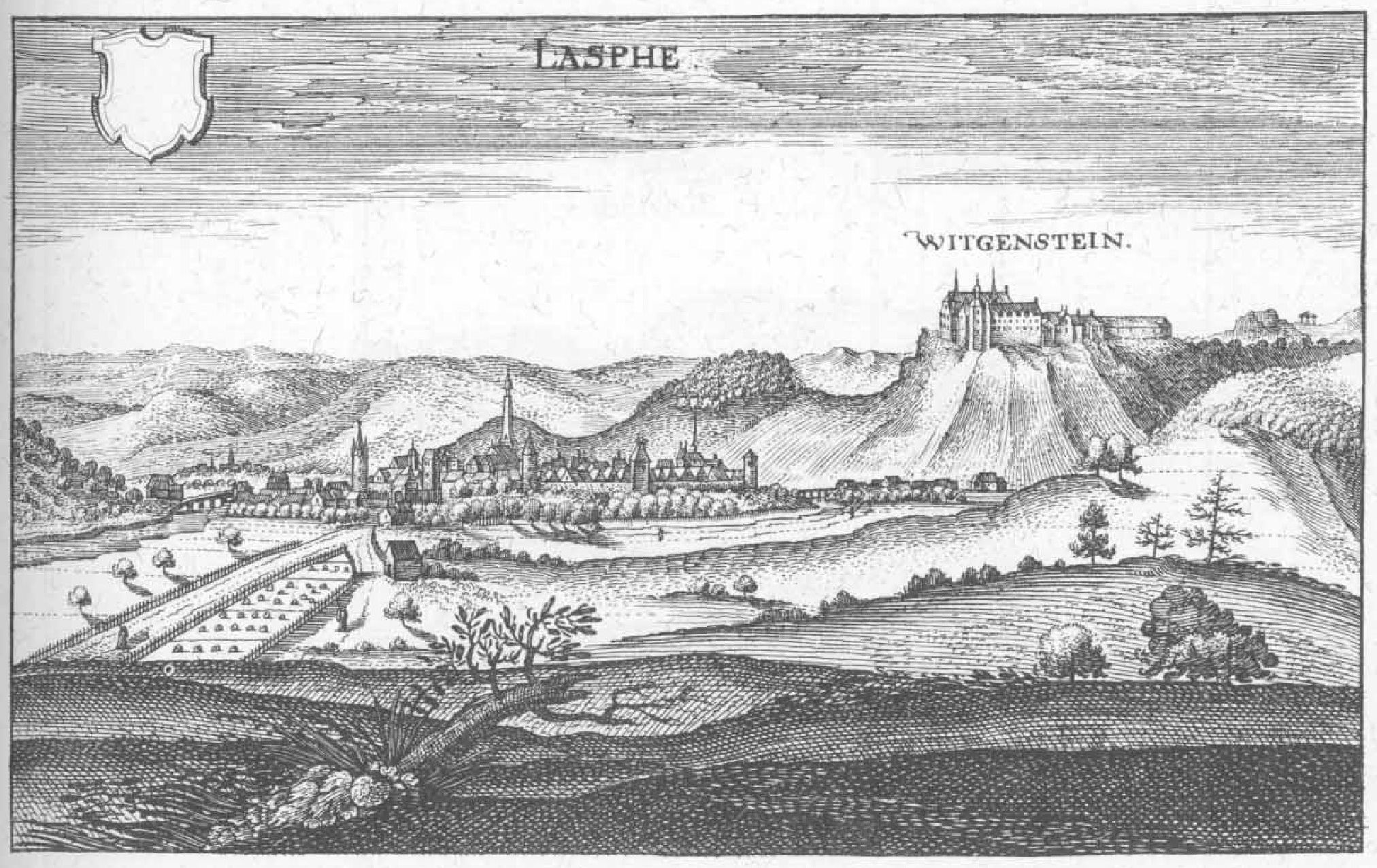
Schloss Wittgenstein

Margarete von Alertshausen, genannt Die Große Margarete (* um 1600; † Herbst 1629), wurde als „Hexe“ auf Schloss Wittgenstein bei Laasphe geköpft und verbrannt.

## Leben
Margarete wohnte in dem kleinen Dorf Alertshausen im Wittgensteiner Land, welches in der Zeit des Dreißigjährigen Krieges zum sogenannten Unterland der Grafschaft Wittgenstein gehörte.

## Hintergrund
Margarete wurde angeblicher Hexerei verdächtigt, weil sie sich in der Herstellung und Anwendung von Arzneien auskannte. Sämtliche Kräuter wurden im Namen Gottes gesammelt und auch angewendet. Es vermischten sich die Arzneikunde, Aberglaube und Frömmigkeit. Ebenfalls wurde behauptet, dass Margarete den Menschen hieb- und stichfest machen könne. Diese Eigenschaft war in der Zeit des Dreißigjährigen Krieges sehr beliebt. Auch soll sie die Gabe gehabt haben die Zukunft vorauszusagen sowie das Gesund- und Todbeten verstanden zu haben. Zum Verhängnis wurde ihr eine mit Maden verseuchte Salbendose, die ihr als Schadenzauber ausgelegt wurde.

## Hexenverfolgung
Am 21. Juli 1629 wurde Margarete durch gräfliche Soldaten verhaftet und auf Schloss Wittgenstein in Laasphe gebracht. Es kam zum Prozess, in dem mehrere Zeugen gehört wurden. Die Zeugen berichteten sowohl von guten und auch schlechten Taten der angeblichen Hexe aus Alertshausen. Durch die Anwendung der Folter gestand sie Umgang mit dem Leibhaftigen gehabt zu haben. Der Teufel hätte sie in den unterschiedlichsten Erscheinungsweisen besucht und ihr die verbotenen Künste beigebracht. Gleichfalls will sie Geld und Lebensmittel von ihm erhalten haben, nachdem sie sich ihm vollends hingegeben hatte: Teufelsbuhlschaft.

## Verurteilung
Im Herbst 1629 wurde Margarete von Alertshausen der Hexerei schuldig gesprochen. Sie wurde auf Schloss Wittgenstein geköpft und anschließend auf dem Scheiterhaufen verbrannt.
Es sind insgesamt 61 Prozesse gegen vermeintliche Hexen in Wittgenstein aktenkundig. Davon enden nur 23 mit einem Freispruch.